# Wehnelt-Unterbrecher
Der Wehnelt-Unterbrecher ist ein historisches Gerät auf Elektrolytbasis, das das schnelle rhythmische Unterbrechen eines Gleichstroms ermöglicht (bis zu 2.000 Unterbrechungen pro Sekunde). Er wurde 1899 von dem deutschen Physiker Arthur Wehnelt erfunden. 

## Funktionsprinzip

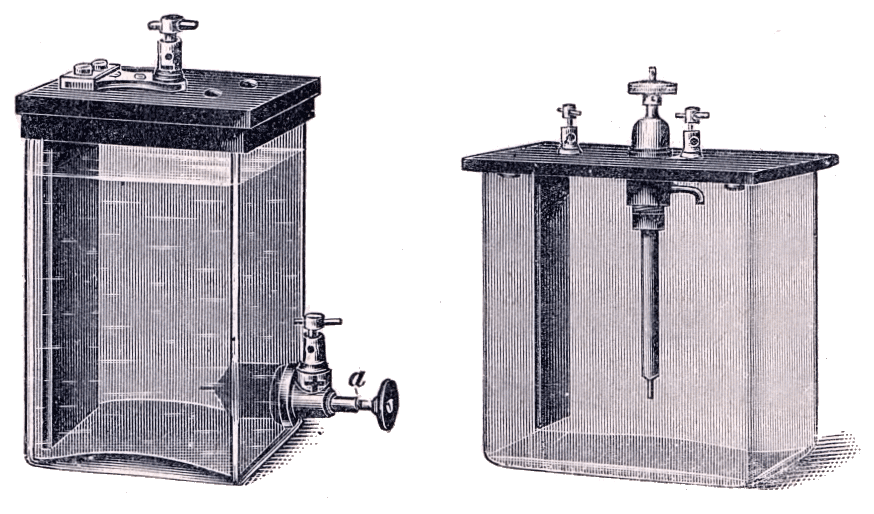
Skizze zweier Wehnelt-Unterbrecher

Der Unterbrecher besteht aus einem mit verdünnter Schwefelsäure gefüllten Gefäß, in das eine breite Bleiplatte eintaucht. Ihr gegenüber steht eine feine Platinspitze, die durch die Glaswand oder den Deckel hindurchgeführt ist. Lässt man nun den Strom durch die Platinspitze ein-, durch die Flüssigkeit hindurch- und durch die Bleiplatte wieder austreten, so wird die Flüssigkeit an der Platinspitze zersetzt. Es bildet sich eine glühende Gashülle, die den Strom unterbricht, aber sofort abgeschleudert wird, worauf sie sich von neuem bildet usw.

Nach jeder Bildung ist der Strom unterbrochen, nach jeder Abschleuderung geschlossen.

## Anwendung
Der Wehnelt-Unterbrecher wurde u. a. angewendet bei:
- Funkeninduktor
- Knallfunkensender
- Löschfunkensender.